# La última aventura del Zorro
La última aventura del Zorro ist ein spanischer Abenteuerfilm mit Westernelementen, der im deutschsprachigen Raum bislang keine Aufführung erfuhr. José Luis Merino inszenierte nach Motiven des maskierten Rächers im Jahr 1969.

## Handlung
Colonel Cordero treibt in Monterrey ohne Wissen des Gouverneurs neue Steuern bei der Bevölkerung ein. Der von seinen Studien in diese seine Heimatstadt zurückgekehrte Antonio Sandoval wird auf das Treiben des Colonels aufmerksam und macht bei jeder Gelegenheit und Tageszeit als maskierter Zorro dem tyrannischen Alcalde das Leben schwer. Schließlich steht er ihm im Schwertkampf Auge in Auge gegenüber. Das Gute siegt.

## Kritik
Vernichtende Kritiken, so bei Saison '74: „Nach einem unlogischen Drehbuch chaotisch inszeniertes Garn, mit laienhaften Darstellern und grotesken Schurken. Die nichexistierenden Kulissen werden durch absurde Anachronismen ersetzt.“